# Pholidoptera buresi
Pholidoptera buresi är en insektsart som beskrevs av Maran 1957. Pholidoptera buresi ingår i släktet Pholidoptera och familjen vårtbitare. Inga underarter finns listade i Catalogue of Life.